# Dariusz Grech
Dariusz Krystian Grech (ur. 1958 w Jeleniej Górze) – polski fizyk teoretyk i matematyk, doktor habilitowany, od 2015 profesor nadzwyczajny Uniwersytetu Wrocławskiego.

## Życiorys
Studia wyższe ukończył w 1982 roku na Wydziale Matematyki, Fizyki i Chemii Uniwersytetu Wrocławskiego. Doktorat z matematyki stosowanej uzyskał w 1988 roku w Department of Applied Mathematics na Uniwersytecie w Sydney (Australia). Od 1982 roku związany zawodowo z Uniwersytetem Wrocławskim, gdzie uzyskał stopień doktora habilitowanego w dyscyplinie nauk fizycznych w 2013 roku na Wydziale Fizyki i Astronomii. W lipcu 2020 uzyskał tytuł profesora nauk ścisłych i przyrodniczych. Jest międzynarodowym ekspertem w dziedzinie fizyki finansowej (ekonofizyki), zajmującej się stosowaniem metod fizyki układów złożonych w zastosowaniach interdyscyplinarnych – głównie w ekonomii. Wielokrotny wykładowca na międzynarodowych konferencjach naukowych z tej dziedziny. Organizator konferencji krajowych i międzynarodowych w dziedzinie ekonofizyki i analizy szeregów czasowych.
W latach 1985–1988 studiował na studiach doktoranckich w Australii, w okresie 1989–1990 przebywał na stażu w Uniwersytecie w Sydney, a w latach 1992–1994 na krótszych miesięcznych stażach na Uniwersytecie Bielefeld w Niemczech. Od 2003 roku jest członkiem Komitetu Naukowego sekcji FENS (fizyka w ekonomii i naukach społecznych) przy Polskim Towarzystwie Fizycznym, a przez kilka kadencji w latach 2003–2014 sprawował funkcję członka Zarządu tej sekcji. W 2004 roku stworzył nową unikalną w skali światowej specjalizację studiów na Uniwersytecie Wrocławskim pn. ekonofizyka (fizyka finansowa). W 2015 roku otrzymał tytuł wyróżniającego się recenzenta czasopisma naukowego Physica A wydawanego przez wydawnictwo Elseviera (Holandia). Jest autorem ponad 60 publikacji naukowych w renomowanych czasopismach światowych i promotorem dwóch rozpraw doktorskich (2013, 2015) oraz recenzentem wielu rozpraw naukowych.

### Działalność społeczna i organizacyjna
W latach 1992–1993 pracował równolegle jako nauczyciel w I prywatnym LO we Wrocławiu z maturą międzynarodową. Aktywny działacz społeczny. Od 1994 roku pełni funkcję przewodniczącego Komitetu Okręgowego Olimpiady Fizycznej dla uczniów szkół średnich Dolnego Śląska. W latach 1995–1996 był doradcą kwestora Uniwersytetu Wrocławskiego do spraw algorytmu dotacji podstawowej. Od 2000 roku jest Prezesem Zarządu i Przewodniczącym Stowarzyszenia „NADOLICE” we Wrocławiu, reprezentującego właścicieli nieruchomości, którzy zostali poszkodowani przestępczymi działaniami spółek handlujących terenami budowlanymi. W 2004 roku współzałożył Stowarzyszenie Członków Spółdzielni Kozanów walcząc o demokratyzację spółdzielni mieszkaniowych. W latach 2007–2010 był członkiem Rady Osiedla Kozanów-Pilczyce-Popowice we Wrocławiu, a w latach 2014–2019 członkiem Rady Nadzorczej Spółdzielni Mieszkaniowej Kozanów IV we Wrocławiu. Od 2014 roku jest członkiem Zarządu i Prezydium Zarządu Głównego Polskiego Towarzystwa Fizycznego w Warszawie. Od 2014 pełni też funkcję Przewodniczącego Komisji Legislacji i Organizacji Nauki w Polskim Towarzystwie Fizycznym. W wyborach w 2015 kandydował do Sejmu z listy PiS.

## Zainteresowania naukowe
Jego zainteresowania naukowe obejmują m.in.: ekonofizykę, fizykę układów złożonych wraz z interdyscyplinarnymi zastosowaniami, analizę szeregów czasowych, analizę fraktalną i multifraktalną szeregów czasowych, zastosowania teorii macierzy losowych w obróbce dużych zbiorów danych, modele unifikujące oddziaływania elementarne i rozszerzenia modelu standardowego oddziaływań.

## Życie prywatne
Zamieszkały we Wrocławiu od 1982 roku.